# Michał Piwoszczuk
Michał Piwoszczuk, także Jagiełło-Piwoszczuk (ur. 31 sierpnia 1893 w Popowcach, zm. 5 lipca 1974) – podpułkownik broni pancernych Wojska Polskiego, kawaler Orderu Virtuti Militari.

## Życiorys
Urodził się 31 sierpnia 1893 w Popowcach, w ówczesnym powiecie zaleszczyckim Królestwa Galicji i Lodomerii, w rodzinie Teodora i Marii z Fedunów. Ukończył szkołę powszechną w rodzinnej wsi, a później szkołę wydziałową w Zaleszczykach. W 1905 rozpoczął naukę w Seminarium Nauczycielskim w Zaleszczykach. Od 1910 należał do „Zarzewia” i Skautów. W 1912 wstąpił do „Sokoła”. W 1913 zdał egzamin dojrzałości i został mianowany tymczasowym (nadetatowym) nauczycielem we wsi Słone. W lipcu tego roku został członkiem 51 Polskiej Drużyny Strzeleckiej.
W 1914 został wcielony do cesarsko-królewskiej Obrony Krajowej w charakterze jednorocznego ochotnika. Po ukończeniu szkoły oficerów rezerwy został mianowany kadetem i wysłany na front. Trzy miesiące walczył w Karpatach, w szeregach 4 kompanii 36 pułku piechoty Obrony Krajowej. W końcu kwietnia 1915 dostał się do rosyjskiej niewoli. Został wysłany do Nikołajewska, w ówczesnej guberni samarskiej. W końcu 1917 wrócił z niewoli, został mianowany chorążym i po przeszkoleniu wysłany na front włoski. 2 listopada 1918 dostał się do włoskiej niewoli.
W grudniu 1918 wstąpił do Armii Polskiej we Włoszech. W lutym 1919 przybył do Francji i został przydzielony do formowanego 1 pułku czołgów. 1 czerwca 1919 razem z pułkiem przybył do Polski.
Wyróżnił się 19 i 20 lipca 1920 w bitwie o Grodno jako dowódca plutonu 2 kompanii czołgów. 3 sierpnia 1920 dowódca 2 kompanii czołgów, major Stanisław Jackowski sporządził wniosek na odznaczenie orderem „Virtuti Militari”, w którym napisał:

w dniu 19 lipca przy obronie Grodna, kiedy większość fortów już była zajęta przez bolszewików, otrzymał rozkaz udać się z plutonem na folwark Stanisławów, gdzie swoim umiejętnym kierowaniem plutonem i ogniem czołgów zatrzymał nawałę bolszewicką czym dał możność wycofania się na drugi brzeg Niemna piechocie. Wobec tego, że sztab grupy znajdował się do ostatniej chwili w mieście, kiedy już miasto było zajęte przez kozaków, przy odwrocie z folwarku rozproszył w mieście kozactwo, czym dał możność ostatnim oddziałom i dowództwu grupy wycofać się na drugi brzeg Niemna. W czasie całej tej akcji wykazał dużo odwagi i do ostatka zachował zimną krew, czym dodawał otuchy całemu plutonowi. Dnia 20 lipca z plutonem atakował bolszewików wspólnie z 34 pp. Swoim atakiem rozstrzygnął bój na naszą korzyść, rezultatem czego było odrzucenie bolszewików na prawy brzeg Niemna.

Od 30 lipca 1920 dowodził nowo sformowaną 5 kompanią czołgów.
Po zakończeniu działań wojennych pozostał w wojsku jako oficer zawodowy i kontynuował służbę w 1 pułku czołgów, a jego oddziałem macierzystym był 55 pułk piechoty w Lesznie. 3 maja 1922 został zweryfikowany w stopniu kapitana ze starszeństwem od 1 czerwca 1919 i 1769. lokatą w korpusie oficerów piechoty. W pułku pełnił kolejno funkcję dowódcy kompanii, komendanta warsztatów, dowódcy batalionu i kwatermistrza. 27 stycznia 1930 prezydent RP nadał mu z dniem 1 stycznia 1930 stopień majora w korpusie oficerów piechoty i 86. lokatą. 5 listopada 1930, po przeniesieniu pułku do Poznania, zamieszkał z rodziną przy ul. Ułańskiej 2. Z dniem 1 lipca 1931 został przeniesiony z byłego 1 pułku czołgów do 1 pułku pancernego. W marcu 1932 został przeniesiony do 58 pułku piechoty w Poznaniu w celu odbycia praktyki liniowej w piechocie. W marcu 1934 dowodził II batalionem 58 pp. W czerwcu tego roku został wyznaczony na stanowisko dowódcy batalionu w 58 pp. W 1937 został przeniesiony do nowo utworzonego korpusu oficerów broni pancernych. Na stopień podpułkownika został awansowany ze starszeństwem z 19 marca 1939 i 1. lokatą w korpusie oficerów broni pancernych, grupa liniowa. Do sierpnia 1939 był dowódcą 10 batalionu pancernego w Zgierzu.
W czasie kampanii wrześniowej pełnił służbę w Kwaterze Głównej Armii „Modlin”, a następnie Armii gen. bryg. Emila Krukowicza-Przedrzymirskiego. 16 września 1939 w składzie II rzutu Kwatery Głównej wyjechał do Lubomla. Później dostał się do niemieckiej niewoli i został osadzony w Oflagu VII A Murnau.
Zmarł 5 lipca 1974 i został pochowany na cmentarzu Prądnik Czerwony w Krakowie (kwatera B2, rząd I, miejsce 2).
Był żonaty z Anną z Kruczkowskich (1894–1980), nauczycielką, z którą miał syna Tadeusza Waleriana (1922–1979) i córkę Alicję Eleonorę (1924–2020).

## Ordery i odznaczenia
- Krzyż Srebrny Orderu Wojskowego Virtuti Militari nr 3456[31][2][32][33]
- Złoty Krzyż Zasługi – 10 listopada 1938 „za zasługi w służbie wojskowej”[34][19][35]
- Srebrny Krzyż Zasługi – 10 listopada 1928 „w uznaniu zasług położonych na polu pracy w poszczególnych działach wojskowości”[36][37]
- Medal Pamiątkowy za Wojnę 1918–1921[2]
- Medal Dziesięciolecia Odzyskanej Niepodległości[2]
- Odznaka „Znak Pancerny” nr 13 – 19 marca 1933[38]
- Medal Zwycięstwa[2]

18 grudnia 1933 Komitet Krzyża i Medalu Niepodległości odrzucił wniosek o nadanie mu tego odznaczenia „z powodu braku pracy niepodległościowej”.

## Twórczość
- Zarys historji wojennej 1-go pułku czołgów. Warszawa: Wojskowe Biuro Historyczne, 1935, seria: Zarys historii wojennej formacji polskich 1918–1920.